# (3393) Štúr
(3393) Štúr es un asteroide perteneciente al cinturón de asteroides, descubierto el 28 de noviembre de 1984 por Milan Antal desde la Estación Piszkéstető, Budapest, Hungría.

## Designación y nombre
Designado provisionalmente como 1984 WY1. Fue nombrado Štúr en honor al escritor eslovaco Ľudovít Štúr.